# Colfax (Louisiane)
Pour les articles homonymes, voir Colfax.
Colfax est une ville américaine, siège de la paroisse de Grant en Louisiane.
Selon le recensement de 2010, Colfax compte 1 558 habitants. La municipalité s'étend sur 1,50 milles carrés (3,88 km2).

## Histoire
La ville de Colfax est créée en 1869, en même temps que la paroisse de Grant. La paroisse prend le nom du président Ulysses S. Grant tandis que son chef-lieu adopte celui du vice-président Schuyler Colfax. Le site s'appelait auparavant Calhoun's Landing, il s'agissait d'une plantation fondée par Meredith Calhoun (en).

### Massacre de Colfax
Pendant la Reconstruction, Colfax a été le théâtre du massacre de Colfax, lors de la fête de Pâques, le 13 avril 1873. Trois agresseurs blancs et approximativement 150 Afro-Américains furent tués lors d'un des plus importants actes de violence de toute la période de la Reconstruction. Une milice blanche, emmenée par Christopher Columbus Nash (en), shérif élu sur une liste du Parti démocrate mais dont la nomination n'avait pas été officiellement validée, s'attaqua à des anciens esclaves libérés. Ces anciens esclaves assuraient la protection de représentants du Parti républicain au tribunal du comté. Ils s'y étaient rassemblés à la suite des tensions post-électorales.
Un rapport récent établi par l'armée américaine a permis l'identification formelle des trois victimes blanches et de 105 victimes noires, sans compter les corps de 15 à 20 victimes noires retrouvées dans les eaux de la rivière Rouge et restées non-identifiées,.
À cause de la nette disproportion entre les nombres de décédés blancs et noirs et à la suite de témoignages rapportant qu'au moins 50 prisonniers noirs furent exécutés alors qu'ils se trouvaient sous le contrôle de la milice blanche, les historiens du XXe siècle ont requalifié les faits en « massacre », rejetant le terme « émeute » d'abord utilisé pour rendre compte des événements. L'événement est également significatif car les anciens esclaves noirs, qui formaient la majorité de la population du comté s'étaient organisés afin d'assurer leur défense et celle de leurs droits politiques.
Les événements se sont produits après l'élection controversée pour le poste de gouverneur de Louisiane de 1872, qui avait finalement vu le républicain William Pitt Kellogg gagner l'élection à la suite de l'intervention du gouvernement fédéral. Entretemps, les deux camps (démocrate et républicain) avaient chacun de son côté organisé une cérémonie d'investiture pour son candidat et les deux camps avaient validé leurs listes respectives de représentants locaux. L'élection de Nash, ancien officier de l'armée confédérée n'avait pas été approuvée et validée par Kellogg.
Après ces événements, Nash a rassemblé une grande partie des membres de la milice blanche impliquée dans le massacre dans une organisation paramilitaire suprémaciste, la White League qui compta de nombreux groupes opérant pour le Parti démocrate dans toute la Louisiane. Leurs actions visaient à intimider les électeurs noirs afin de diminuer l'impact électoral des noirs et affaiblir le Parti républicain.